# Hans Jonas
Pour les articles homonymes, voir Jonas (homonymie).
 (juin 2016).
Si vous disposez d'ouvrages ou d'articles de référence ou si vous connaissez des sites web de qualité traitant du thème abordé ici, merci de compléter l'article en donnant les références utiles à sa vérifiabilité et en les liant à la section « Notes et références ».
Hans Jonas, né le 10 mai 1903 à Mönchengladbach (Empire allemand) et mort le 5 février 1993 à la Nouvelle-Rochelle (État de New York, États-Unis), est un historien du gnosticisme et un philosophe allemand. C'est avec son éthique pour l'âge technologique qu'il s'est avant tout fait connaître, en particulier au-delà des cercles philosophiques. Cette éthique est développée dans son œuvre principale, Le Principe responsabilité (1979). Il est l'un des philosophes du XXe siècle à avoir réfléchi sur les problèmes environnementaux et les implications morales du génie génétique. 

## Biographie
Hans Jonas naît dans l'Empire allemand en 1903. Il devient très jeune un militant sioniste. Il suit des études de philosophie à Fribourg, Berlin, Heidelberg et Marbourg. Il est l'élève de Husserl, Heidegger et Bultmann avec Hannah Arendt. En 1928, il rédige une thèse de doctorat sur la gnose.
En septembre 1933, il fuit l’Allemagne pour se réfugier à Londres, mais, fidèle à ses convictions sionistes, il débarque en 1935 en Palestine. Il y participe entre 1936 et 1939 aux actions de la Haganah, organisation juive paramilitaire. Parallèlement, il fait partie d'un groupe d'émigrés intellectuels autour de Gershom Scholem. Quand éclate la Seconde Guerre mondiale, il rejoint la brigade de volontaires juifs qui va combattre, en 1943-1944, dans les rangs des Alliés, sur le front de l’Italie et ensuite en Allemagne, et participe à la libération de la Bavière.
En apprenant que sa mère est morte au camp de Maïdanek, Jonas refuse la proposition de l’éditeur allemand, qui en avait conservé les épreuves, d'imprimer le second tome de son livre sur la gnose. Ce n’est qu’en 1954 qu'il donne finalement son accord pour la publication de ce volume, qui sera dédié à la mémoire de sa mère. Il retourne ensuite en Israël, où il participe à la guerre d'indépendance et enseigne à l'université hébraïque de Jérusalem. Il quitte Israël en 1950 pour le Canada, où il enseigne à l'Université Carleton. De là, il déménage en 1955 à New York, où il enseigne à l'université The New School (à l'époque: The New School for Social Research) pour le reste de sa vie, où son amie Hannah Arendt deviendra également professeur pour le reste de sa vie en 1967.
Il a trois enfants avec sa femme Lore.

## Pensée
Dans la philosophie qu'il énonce vers la fin de sa vie, Hans Jonas veut apporter une réponse aux problèmes que pose la civilisation technicisée, à savoir les problèmes environnementaux, les questions du génie génétique, etc. D'après lui, le pouvoir énorme qui est conféré à l'homme par la technoscience constitue un problème auquel doit répondre, en l'homme, une nouvelle forme de responsabilité. Celle-ci n'est pas à comprendre comme une attitude, mais plutôt comme une faculté proprement humaine que tout homme est tenu d'exercer.
On entend classiquement la responsabilité comme l’obligation d’assumer son acte (par exemple en expiant, si l’acte est une faute, ou en réparant les dommages dont il est l’origine). La responsabilité selon Jonas est à comprendre, bien plutôt, comme la sollicitude que doit avoir un individu pour une chose ou une personne vulnérable si elle lui est confiée.
Cette « responsabilité »-là interdirait à l'homme d'entreprendre toute action qui pourrait mettre en danger soit l'existence des générations futures, soit la qualité de l'existence future sur terre. C'est pourquoi, avant d'utiliser une technique, il devrait toujours « s'assurer » que toute éventualité apocalyptique soit exclue. Par cette prescription, Jonas exige une connaissance préalable à l'agir. Parmi les prévisions, il faut toujours accorder la préférence à la prévision pessimiste. C'est là l'humilité de la sagesse technologique.

### Postérité et critiques
Hans Jonas est très connu en Allemagne, où Le Principe responsabilité est le livre de philosophie le plus diffusé. Selon sa traductrice, la philosophie de la nature et l'éthique de Jonas ont suscité à la fois « une réception très critique dans certains milieux de la philosophie française contemporaine » tout en donnant lieu à des applications dans divers domaines dont la bioéthique ou l'éthique de l'environnement. Selon plusieurs chercheurs,,, il a inspiré le « principe de précaution » imposé dans le droit positif français via les directives européennes, différentes lois nationales (un article dans la loi sur les nouvelles régulations économiques), l'inclusion de la charte de l'environnement dans la Constitution de la Ve République, etc. Ce principe ne fait pas l'unanimité (voir l'article dédié).
Son opuscule sur la notion de droit de mourir, d'abord assez confidentiel, a connu un surcroît de notoriété dans le cadre des débats sur les enjeux bioéthiques liés à la fin de vie. Les justifications morales qu'il propose à son rejet de l'euthanasie active, par suicide assisté ou aide active à mourir, sont ainsi de plus en plus discutées.
Dans Principe responsabilité ou principe espérance, le philosophe Arno Münster livre une lecture critique de la pensée de Hans Jonas. Il avance que la façon dont l'œuvre de Jonas a été accueillie a occulté le fond de la pensée de son auteur , à savoir le rejet d'un rapport à l'avenir fondé sur la pensée de l'espérance et l'utopie concrète. Pour Münster, cet anti-utopisme s'inscrit dans la lignée de la polémique entre Günther Anders, ancien élève lui aussi de Martin Heidegger et théoricien de l'« obsolescence de l'homme », et le philosophe marxiste Ernst Bloch, auteur de Le Principe espérance. Or, Münster estime que les arguments de Bloch justifient encore d'aborder l'avenir par la catégorie de l'utopie, et que la position de Jonas à ce sujet s'avère faible.

## Publications
- La Religion gnostique : Le Message du Dieu étranger et les débuts du christianisme, traduit de l'anglais par Louis Evrard, Paris, Flammarion, 1978
- Le Principe responsabilité : une éthique pour la civilisation technologique, traduit de l'allemand par Jean Greisch, Paris, Éditions du Cerf, 1990 ; rééd. Paris, Flammarion, coll. « Champs : essais », 2008
- Pour une éthique du futur, 1990
- Le Concept de Dieu après Auschwitz,1984 ; traduit de l'allemand par Philippe Ivernel, suivi d'un essai de Catherine Chalier, Paris, Payot & Rivages, 1994.
- Une éthique pour la nature, Paris, Desclée De Brouwer, coll. « Midrash », 2000
- Le Phénomène de la vie, vers une biologie philosophique, 1966, De Boeck ; trad. Danielle Lories, 2001
- Puissance ou impuissance de la subjectivité
- Entre le néant et l'éternité
- Nature et responsabilité
- Évolution et liberté, traduit de l'allemand par Sabine Cornille et Philippe Ivernel, Paris, Rivages, coll. « Petite bibliothèque », 2005
- Souvenirs : d'après des entretiens avec Rachel Salamander, traduit de l'allemand par Sabine Cornille, Philippe Ivernel, avant-propos de Lore Jonas, postface et notes Christian Wiese, Paris, Rivages, 2005
- Le Droit de mourir
- L'Art médical et la responsabilité humaine, traduit, présenté et annoté par Éric Pommier, préfacé par Emanuel Hirsch, Paris, Cerf, 2012
- Essais philosophiques : du credo ancien à l’homme technologique, Paris, Vrin, 444 p. ; trad. de l’anglais vers le français par Hans Jonas, 1974, Philosophical Essays, From Ancient Creed to Technological Man, University of Chicago Press, coll. « Midway reprint », 349 p., Bazin D. et Depré O. (dir. scientifiques), 2013
- « La liberté par l’image. Homo Pictor et la différence de l’Homme », trad. Emmanuel Alloa, Penser l'image II. Anthropologies du visuel, Les Presses du réel, 2015, 57-76
- La gnose et l'esprit de l'Antiquité tardive. Histoire et méthodologie de la recherche, Milan, Éditions Mimésis, coll. « L'esprit des signes » (n°4), trad. fr. et présenté par N. Frogneux, 2017 (ISBN 9788869760594) [lire en ligne].

### Articles
- « Technologie et responsabilité. Pour une nouvelle éthique », revue Esprit, septembre 1974